# Hamide Lamara
Hamide Lamara est un footballeur et entraîneur franco-algérien né le 14 juin 1974.

## Biographie
En 2016, il devient l'entraîneur de l'équipe féminine du Standard de Liège et remporte, fin de saison 2016-2017, la Super League et en 2018, la Coupe de Belgique.
Le 18 juillet 2022 , il s'engage avec le club algérien du JS Kabylie.

## Palmarès
- Champion de Belgique en 2017 avec le Standard de Liège
- Coupe de Belgique en 2018 avec le Standard de Liège
- Finaliste de la Coupe de Belgique en 2019 avec le Standard de Liège
- Finaliste de la Coupe de Belgique en 2020 avec le Standard de Liège (non jouée pour cause de pandémie)

## Récompenses
- Lion belge - Entraîneur : 2019